# Старая Станица (Константиновский район)
Ста́рая Стани́ца — хутор в Константиновском районе Ростовской области России.
Входит в Николаевское сельское поселение.

## География
Хутор расположен на реке Дон.

## Население
| 2010 |
| ---- |
| 273  |

В хуторе проживают 40 семей, причём каждая вторая из них многодетная. 
Одни из старейших жителей хутора — Василий и Надежда Гончары. У них 15 детей и 44 внука. Еще одна большая семья это Владимир и Анна Окара. У них 12 детей и более 30 внуков.

## Улицы
- Донская ул
- Западная ул
- Заречная ул
- Новая ул
- Ростовская ул
- Степная ул
- Школьная ул